# Rita Poelvoorde
Pour les articles homonymes, voir Poelvoorde.
Rita Poelvoorde est une danseuse chorégraphe, actrice et enseignante belge, née à Anvers le 23 février 1951.
Au cinéma, elle joue dans des films tels que Je t'aime, tu danses de François Weyergans (1977), et Les Uns et les Autres de Claude Lelouch (1981).

## Biographie
Élève de Jeanne Brabants à l'école du Ballet royal de Flandre, elle remporte le second prix au Concours international de ballet de Varna en 1968 et entre l'année suivante au Nederlands Dans Theater.
En 1971, elle est engagée au Ballet du XXe siècle par Maurice Béjart, où elle devient soliste et crée plusieurs rôles jusqu'en 1979, dont Le Marteau sans maître avec Jorge Donn (1973).
Au cinéma, elle a joué dans des films tels que Je t'aime, tu danses de François Weyergans (1977) avec Maurice Béjart, et dans Les Uns et les Autres de Claude Lelouch (1981), où elle incarne les rôles (mère et fille) des danseuses Tatiana et Tania Itovitch, auprès de Jorge Donn.
En 1981, Rita Poelvoorde rencontre B.K.S. Iyengar et suit son enseignement. Elle enseigne la danse classique et introduit le yoga Iyengar (pour lequel elle est certifiée Junior 1)  à la demande de Maurice Béjart dans son école de danse : Mudra. Elle co-dirige un Centre de Yoga lyengar à Bruxelles-Etterbeek.
En 1984, elle termine sa carrière de danse au plus haut niveau. Elle a dansé dans les principaux théâtres du monde  avec des danseurs étoile tels que Vladimir Vasiliev ou Jorge Donn.
Après sa carrière scénique, elle devient professeure de danse classique et de yoga pendant une décennie, d'abord en Italie, où elle commence en 1985. Elle fonde avec Davide Gallesi l'école et la compagnie de danse Surya, pour lesquelles elle crée plusieurs productions.
Elle enseigne le yoga à Bruxelles, notamment pour l'école de la compagnie Rosas, au Théâtre royal de La Monnaie de Bruxelles, dirigé par Anne Teresa de Keersmaeker et à l'École Supérieure des Arts du Cirque(ESAC) de Bruxelles.